# Pinksterlanddagen

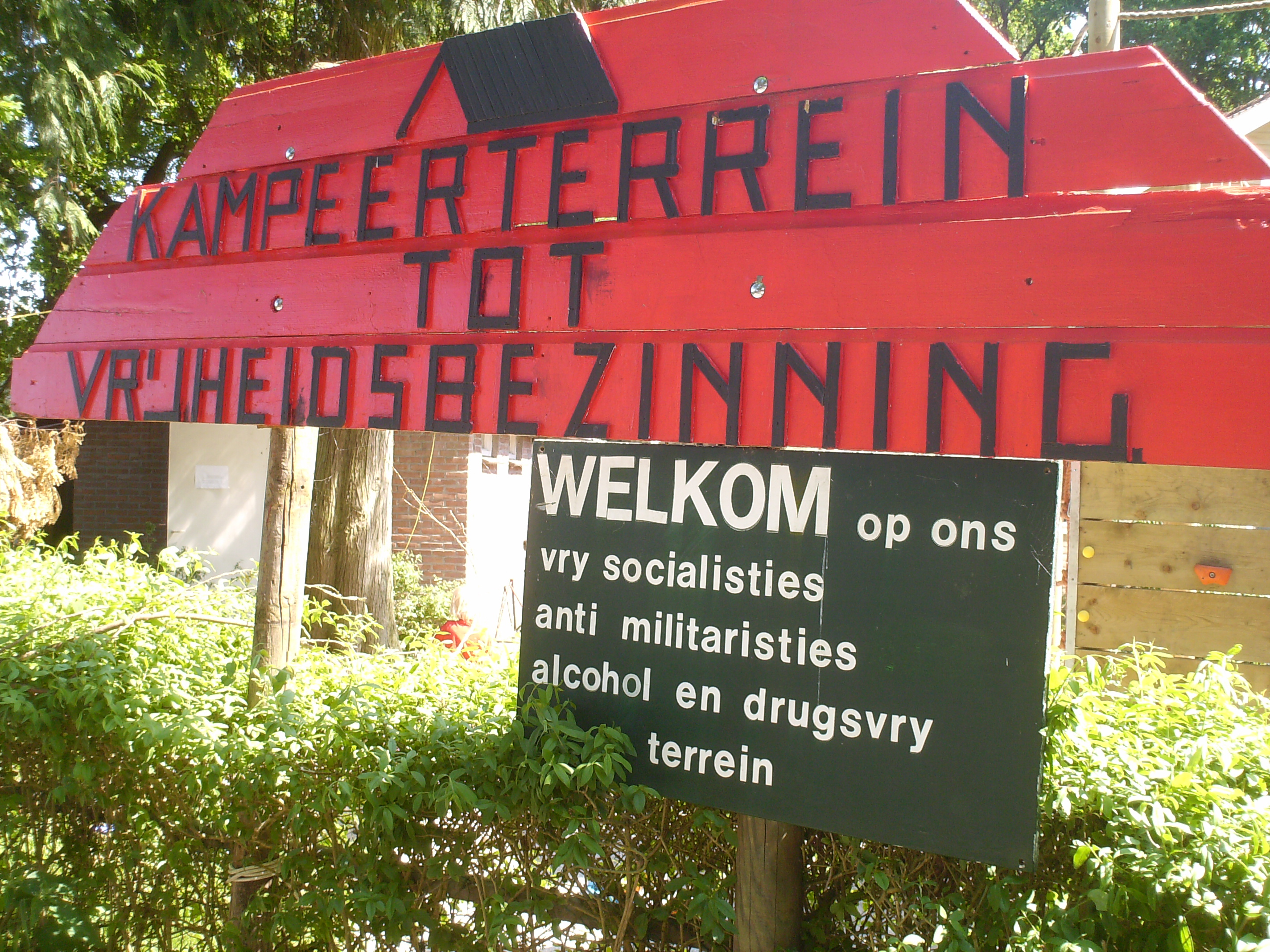
Welkomstbord bij het kampeerterrein 'Tot Vrijheidsbezinning'

De Pinksterlanddagen is de aanduiding voor een kampeerfestijn bij Appelscha dat gedurende Pinksteren plaatsvindt en wordt georganiseerd door anarchisten. 
De landdagen kennen een lange traditie die teruggaat tot 1924 toen voor het eerst anarchistische jongeren uit de noordelijke provincies van Nederland deze bijeenkomst organiseerden.
Het kampeerterrein in Appelscha waar deze dagen plaatsvinden werd in 1933 door antimilitaristische arbeiders aangekocht. Op dit kampeerterrein, 'Tot Vrijheidsbezinning', wordt geen alcohol geschonken. 

## Pinksterlanddagen radio
In 2005 heeft vanaf de Pinksterlanddagen Radio PL 2005 uitgezonden, een samenwerkingsverband van Radio ZwartRood Appelscha en een aantal andere vrije radiostations in Nederland. 